# Kosárlabda az 1988. évi nyári olimpiai játékokon
Az 1988. évi nyári olimpiai játékokon a kosárlabdatornákat szeptember 17. és 30. között rendezték.

## Éremtáblázat
(Az egyes számoszlopok legmagasabb értéke vagy értékei vastagítással kiemelve.)
| Az 1988. évi nyári olimpiai játékok éremtáblázata kosárlabdában | Az 1988. évi nyári olimpiai játékok éremtáblázata kosárlabdában | Az 1988. évi nyári olimpiai játékok éremtáblázata kosárlabdában | Az 1988. évi nyári olimpiai játékok éremtáblázata kosárlabdában | Az 1988. évi nyári olimpiai játékok éremtáblázata kosárlabdában | Olimpia  |
| --------------------------------------------------------------- | --------------------------------------------------------------- | --------------------------------------------------------------- | --------------------------------------------------------------- | --------------------------------------------------------------- | -------- |
|                                                                 | Ország                                                          | Arany                                                           | Ezüst                                                           | Bronz                                                           | Összesen |
| 1.                                                              | Egyesült Államok (USA)                                          | 1                                                               | 0                                                               | 1                                                               | 2        |
| 1.                                                              | Szovjetunió (URS)                                               | 1                                                               | 0                                                               | 1                                                               | 2        |
|                                                                 |                                                                 |                                                                 |                                                                 |                                                                 |          |
| 3.                                                              | Jugoszlávia (YUG)                                               | 0                                                               | 2                                                               | 0                                                               | 2        |
|                                                                 |                                                                 |                                                                 |                                                                 |                                                                 |          |
| Összesen                                                        | Összesen                                                        | 2                                                               | 2                                                               | 2                                                               | 6        |

## Érmesek

### Férfi torna
| Az 1988. évi nyári olimpiai játékok érmesei férfi kosárlabdában | Az 1988. évi nyári olimpiai játékok érmesei férfi kosárlabdában | Az 1988. évi nyári olimpiai játékok érmesei férfi kosárlabdában | Az 1988. évi nyári olimpiai játékok érmesei férfi kosárlabdában |
| --- | --- | --- | --------------------------------------------------------------- |
| Arany | Ezüst | Bronz |                                                                 |
| Szovjetunió (URS) | Jugoszlávia (YUG) | Egyesült Államok (USA) |                                                                 |
| Olekszandr Bilosztyinnij Valdemaras Chomičius Valerij Hoborov Rimas Kurtinaitis Šarūnas Marčiulionis Igor Miglinieks Viktor Pankraskin Arvydas Sabonis Tiit Sokk Szergej Tarakanov Valerij Tyihonyenko Olekszandr Volkov | Franjo Arapović Zoran Čutura Danko Cvjetičanin Vlade Divac Toni Kukoč Želimir Obradović Žarko Paspalj Dražen Petrović Dino Rađa Zdravko Radulović Stojko Vranković Jurij Zdovc | Willie Anderson Stacey Augmon Bimbo Coles Jeff Grayer Hersey Hawkins Dan Majerle Danny Manning J. R. Reid Mitch Richmond David Robinson Charles D. Smith Charles E. Smith |                                                                 |

### Női torna
| Az 1988. évi nyári olimpiai játékok érmesei női kosárlabdában | Az 1988. évi nyári olimpiai játékok érmesei női kosárlabdában | Az 1988. évi nyári olimpiai játékok érmesei női kosárlabdában | Az 1988. évi nyári olimpiai játékok érmesei női kosárlabdában |
| --- | --- | --- | ------------------------------------------------------------- |
| Arany | Ezüst | Bronz |                                                               |
| Egyesült Államok (USA) | Jugoszlávia (YUG) | Szovjetunió (URS) |                                                               |
| Cindy Brown Vicky Bullett Cynthia Cooper Anne Donovan Teresa Edwards Kamie Ethridge Jennifer Gillom Bridgette Gordon Andrea Lloyd Katrina McClain Suzanne McConnell Teresa Weatherspoon | Anđelija Arbutina Vesna Bajkuša Polona Dornik Slađana Golić Kornelija Kvesić Mara Lakić Žana Lelas Bojana Milošević Razija Mujanović Danira Nakić Sztojna Vangelovszka Wild Eleonóra | Oleszja Barel Olga Burjakina Irina Gerlic Jelena Hudasova Olga Jakovleva Olga Jevkova Alekszandra Leonova Irina Minh Halina Szavickaja Irina Szumnyikova Vitalija Tuomaitė Natalja Zaszulszkaja |                                                               |